# Marie Gide
Marie Gide (Genève, 1762 — aldaar, 1821) was een Geneefse en later Zwitserse kunstschilderes.

## Biografie
Marie Gide was vooral actief als emailschilderes. Haar vader Théophile Gide was een graveur die in 1731 was geboren in Uzès. Als hugenoot migreerde hij in 1758 naar de Republiek Genève, waar Marie enkele jaren later werd geboren. Haar broer, Etienne, was ook een emailschilder en haar broer David was een goudsmid.
- SIKART: 11233706